# Vincenzo Sospiri
Vincenzo Sospiri (7. října 1966, Forli) je italský automobilový závodník.

## Kariéra před Formulí 1
Na motokárách začal závodit v 15 letech, kde jezdil až do roku 1987, kdy se stal mistrem světa. Poté přestoupil do Formule Ford, roku 1991 se stal součástí týmu Jordan ve Formuli 3000 jako kolega Damona Hilla. V nekonkurenceschopném voze získal pouze 9 bodů a skončil na 2. příčce v Německu. Pro sezonu 1992 klesl do italské Formule 3 a další sezonu 1993 se vrátil do Formule 3000, roku 1995 získal titul mistra F 3000 a porazil tak týmového kolegu Ricarda Rosseta.

## Formule 1
V roce 1994 poprvé testoval monopost F1 v týmu Simtek na okruhu Estoril. Jako odměnu za získaný titul v F3000 se stal v roce 1996 oficiální testovacím jezdcem týmu Benetton.
V roce Formule 1 v roce 1997 dostal šanci závodit ve Formuli 1 za stáj MasterCard Lola. V GP Austrálie se on ani jeho týmový kolega Ricardo Rosset nedokázali kvalifikovat do závodu, přijeli i do Brazílie, ale tým musel pro velké dluhy svou činnost ukončit.

## Kariéra po Formuli 1
Roku 1997 se zúčastnil závodu 500 mil Indianapolis a zbytku sezony Indy Racing League. V letech 1998 – 1999 spolu s Emmanuelem Collardem zvítězil ve Ferrari 333 SP v mistrovství světa sportovních vozů. V roce 1999 se stal vedl členem továrního týmu Toyota, vedl 24 hodin Le Mans, avšak po problémech závod nedokončil. Závodění opustil v roce 2001 a v současnosti působí jako manažer týmu Euronova v italské Formuli 3000.

## Kompletní výsledky ve Formuli 1
| Legenda k tabulce | Legenda k tabulce                                                                       |
| Barva             | Výsledek                                                                                |
| ----------------- | --------------------------------------------------------------------------------------- |
| Zlatá             | Vítěz                                                                                   |
| Stříbrná          | 2. místo                                                                                |
| Bronzová          | 3. místo                                                                                |
| Zelená            | Bodované umístění                                                                       |
| Modrá             | Nebodované umístění                                                                     |
| Modrá             | Dokončil neklasifikován (NC)                                                            |
| Fialová           | Odstoupil (Ret)                                                                         |
| Červená           | Nekvalifikoval se (DNQ)                                                                 |
| Červená           | Nepředkvalifikoval se (DNPQ)                                                            |
| Černá             | Diskvalifikován (DSQ)                                                                   |
| Bílá              | Nestartoval (DNS)                                                                       |
| Bílá              | Závod zrušen (C)                                                                        |
| Světle modrá      | Pouze trénoval (PO)                                                                     |
| Světle modrá      | Páteční testovací jezdec (TD)                                                           |
| Bez barvy         | Netrénoval (DNP)                                                                        |
| Bez barvy         | Vyřazen (EX)                                                                            |
| Bez barvy         | Nepřijel (DNA)                                                                          |
| Bez barvy         | Odvolal účast (WD)                                                                      |
| Bez barvy         | Nezúčastnil se (prázdné)                                                                |
| Označení          | Význam                                                                                  |
| Tučnost           | Pole position                                                                           |
| Kurzíva           | Nejrychlejší kolo                                                                       |
| †                 | Jezdec nedojel do cíle, ale byl klasifikován, protože odjel více než 90 % délky závodu. |
| ‡                 | Byl udělován poloviční počet bodů, protože bylo odjeto méně než 75 % délky závodu.      |
| Horní index       | Umístění bodujících jezdců ve sprintu                                                   |

| Rok  | Tým                     | Šasi        | Motor   | 1       | 2   | 3   | 4   | 5   | 6   | 7   | 8   | 9   | 10  | 11  | 12  | 13  | 14  | 15  | 16  | 17  | Umístění | Body |
| ---- | ----------------------- | ----------- | ------- | ------- | --- | --- | --- | --- | --- | --- | --- | --- | --- | --- | --- | --- | --- | --- | --- | --- | -------- | ---- |
| 1997 | Mastercard Lola F1 Team | Lola T97/30 | Ford V8 | AUS DNQ | BRA | ARG | SMR | MON | ESP | CAN | FRA | GBR | GER | HUN | BEL | ITA | AUT | LUX | JPN | EUR | -        | 0    |